# Gamu (Philippines)
Pour l’article homonyme, voir Gamu.
Gamu est une municipalité de la province d’Isabela, aux Philippines.